# タイ文化センター
座標: 北緯13度46分0秒 東経100度34分26秒 / 北緯13.76667度 東経100.57389度

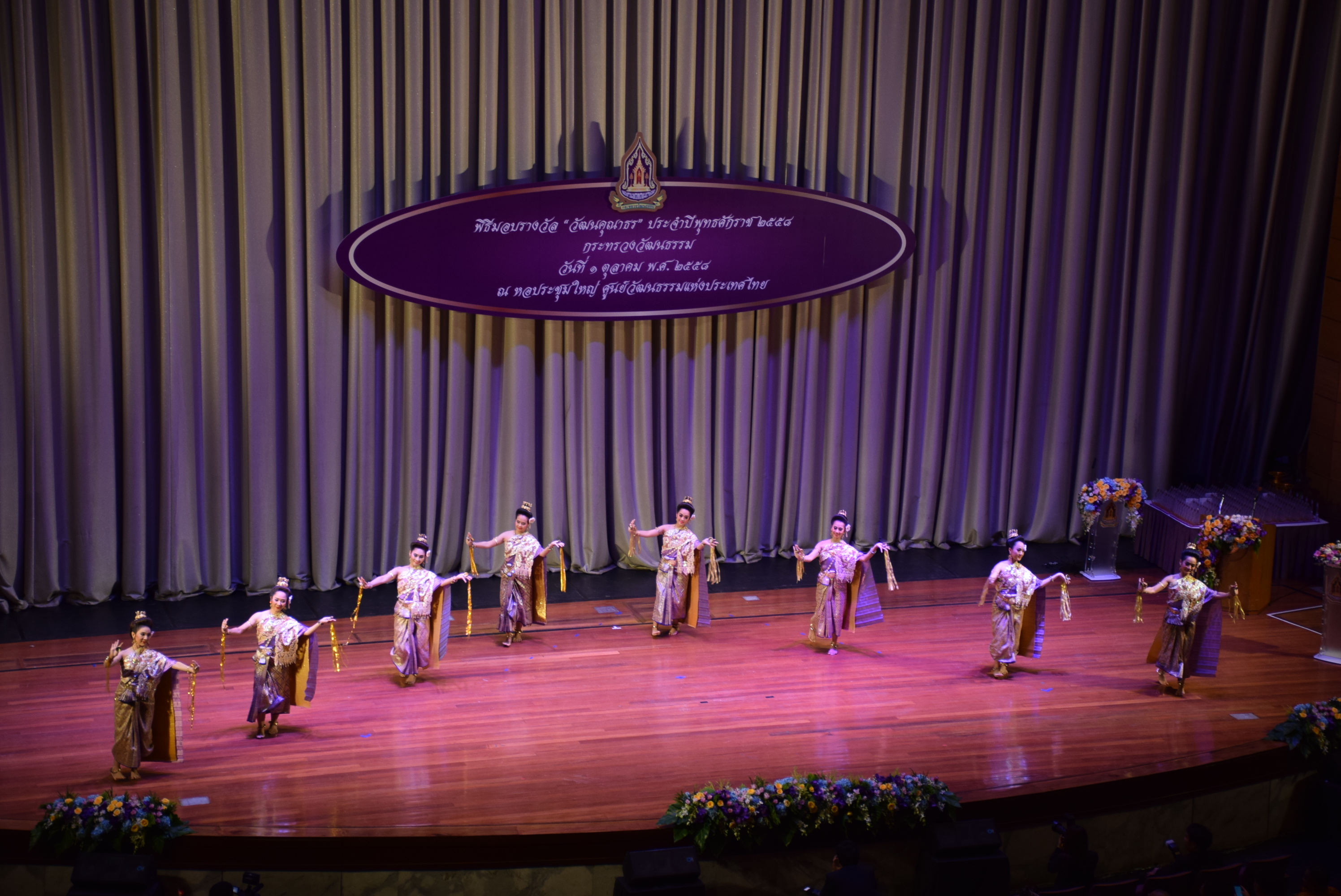
タイ文化センター

タイ文化センター（タイぶんかセンター、タイ語：ศูนย์วัฒนธรรมแห่งประเทศไทย、英語：Thailand Culture Center:TCC）は、タイの劇場、コンサート会場、集会場などを持つ国立の複合文化施設。

## 沿革
1983年7月19日、内閣府は教育省に文化センターの建設の開始を命じた。資金は日本からの無償資金協力によって提供され、タイ政府は建設用地の収用、公共事業としての施工、予算の執行を行った。続いて1985年4月1日、シリントーン王女が定礎を設置するために訪問された際に、『ศูนย์วัฒนธรรมแห่งประเทศไทย』 と英語名『Thailand Cultural Centre』 の名前を与えた。施設名称を直訳すると『タイ王国国立文化センター』となるが、日本語では一般に『タイ文化センター』と呼称される。1987年10月9日に国王御生誕60年記念行事の一端として、国王の臨席の元で開館された。
タイ文化センターは文化省文化振興局の所轄事業であり、1989年に内閣府の方針により、文化センターは芸術文化の分野で主導的な役割を果たすことが求められている。タイの青少年および成人国民に対する教育活動、様々な芸術文化の強化普及に中心的役割を演じることを通じて、文化センターは、タイ文化の価値の啓蒙し、タイ国民文化愛護風潮を高揚させ、文化保護への協力をしてゆく活動を行う。それにより、タイ国民の輝かしい文化を世代を超えて継承していくものとする。この目的以外に世界中の様々な国々との相互理解を推進するために、文化交流のセンターとしての役割も果たすことも目的とする。
文化センターはさらに様々な重要な活動も行っており、演劇やコンサートなどの文化事業や国内外の会議のためのホール貸し出し、関連事業の運営などを行っている。

## 設備
タイ文化センターの中には2箇所の劇場と1箇所の野外劇場があり、年間を通じてさまざまなパフォーマンスが行われる。メインホールは2,000席、ステージ発表、コンサート、国際会議等に利用することができる。タイにおいては最高水準の音響設備を有するコンサートホールである。小ホールは2,000m²の多目的ホールである。アトラクション用設定にすると240席収容。会議用に椅子を入れた場合、500席設置可能。野外劇場は、1000席収容。この劇場も様々な文化活動に利用することができる。社会教育・展示棟には、文化図書室とタイ生活常設展示室がある さらにタイ文化と日本文化についての展示もされている。
開館時間：月-土 9:30 - 16：30
定休日：日曜・祝日
入場料：基本無料

## 所在地
- バンコクフワイクワーン区ラッチャダーピセーク通り
- バンコク・メトロ タイ文化センター駅下車

## 日本からの援助
- 1987-無償資金協力 - センター建設に関して
- 2006-文化無償協力 - 「タイ文化センターに対する音響機材の供与」[1]